# Silvestridia
Silvestridia es un género de Protura en la familia Acerentomidae.

## Especies
- Silvestridia africana Yin & Dallai, 1985
- Silvestridia artiochaeta Bonet, 1942
- Silvestridia hutan Imadaté, 1965
- Silvestridia keijiana Imadaté, 1965
- Silvestridia solomonis (Imadaté, 1960)